# Чехословачки отпор (1939—1945)
Чехословачки отпор (чеш. Československý odboj, слч. Česko-slovenský odboj), познат и као Други чехословачки отпор, био је покрет отпора који је почео да се образује непосредно након њемачке окупације Чехословачке и успостављањем Протектората Чешке и Моравске и Словачке Републике у марту 1939, а завршио се поразом Нацистичке Њемачке и ослобођења посљедњих дијелова Чехословачке 1945. године. Дијелио се на „домаћи” (дјеловао на подручју Протектората Чешке и Моравске и Словачке Републике прије савезничког ослобођења), „загранични” (дјеловао у иностранству). Домаћи отпор се дијели на „комунистички” (највећи дјеловање се догодило тек 1941.) и „комунистички”. Загранични отпор се дијели на „источни” (1. чехословачки армијски корпус и 1. одвојена мјешовита чехословачка авиодивизија) и „западни” (Чехословачке копнене трупе на Западу и Чехословачка ескадрила у Краљевском ратном ваздухопловству), који се затим према фокусу дијеле на политичке и војне.
Међутим, поменуте подјеле се не могу узети као дефинитивне, јер су се појединци из редова комуниста укључили у отпор нацизму већ 1939, супротно званичној партијској линији, а појединци страног отпора борили су се на оба фронта. За вријеме комунистичке Чехословачке значај западног и демократског отпора је минимизиран, а његови учесници су прогањани и затварани. Насупрот томе, значај комунистичког и дијела источног отпора био је преувеличан (нпр. тврдњама да су се комунисти од почетка одупирали нацистичкој окупацији), али је 1950-их један број учесника источног отпора је такође био затворен.

## Загранични отпор
Од прољећа 1939. многи (посебно млади) су отишли у иностранство како би се борили против Њемачке. У Паризу је 17. октобра 1939, основан Чехословачки народни комитет, на челу са Едвардом Бенешом, који је постао представник чехословачке емиграције. Бенеш је настојао да демократске државе пониште Минхенски споразум. Послије пада Француске, преселио се у Лондон, гдје је успостављена Чехословачка влада у егзилу. На челу владе у егзилу налазио се Бенеш као предсједник, монсињор Јан Шрамек је био премијер, а основана је и државна рада, у својству законодавног тијела. Ови органи су били већ 1940. признати као привремени, а велике силе су их коначно признале 1942, док су потписи Француске и Уједињеног Краљевства на Минхенски споразум опозвани. Министарство народне одбране Чехословачке у Лондону је вршило руководеће и организационе дјелатности покрета отпора на територији под окупацијом, али је покривало и заграничне борбене јединице чехословачких војних јединица.
Комунистички загранични центар отпора налазио се у Москви. На челу покрета били су Клемент Готвалд, Рудолф Слански, Јан Шверма и Вацлав Копецки. Све до почетка инвазије Нацистичке Њемачке на Совјетски Савез 22. јуна 1941, ова скупина је била прилично у егзилу, јер су Стаљин и Коминтерна сматрали да је сукоб европских држава империјалистички рат и одбијали су било какву подршку отпору против Њемачке. Од друге половине 1941, међутим, отпор је активиран, обављајући сличне задатке као и влада у Лондону, али је фокус био на чехословачким трупама у Совјетском Савезу и чехословачком домаћем комунистичком отпору против окупације.

## Домаћи отпор

### Протекторат Чешка и Моравска
Неколико скупина отпора сматрало се дијелом домаћег отпора. Већ убрзо након Минхенског споразума, почело је образовање скупина отпора Политичке централе (Politické ústředí), који се заснивао на чињеници да ће прије или касније бити окупиран и остатак Чехословачке.
Друга скупина била је Петицијски комитет „Остаћемо вјерни”, који је био наставак Комитета за помоћ демократској Шпанији од средине 1930-их и био је наставак петицијских акција „Остаћемо вјерни” из маја 1938. у доба прве мобилизације. Организацију су чиниле истакнуте личности и симпатизери љевице из редова социјалдемократа и народних социјалиста. Бивши чехословачки војници основали су Одбрану народа у марту 1939. године. Почетком 1940, Политичке централе, „Остаћемо вјерни” и Одбрана народа стварају Централно вођство домаћег отпора, која себи поставља задатак обједињавања домаћег отпора и координације дејстава.
Основани су и Привремени револуционарни народни комитет, Рада тројице, Обавјештајна бригада, Соколска револуционарна рада и многи мањи покрети отпора од регионалног значаја. Након инвазије на Совјетски Савез у јуну 1941, активирао се и комунистички отпор, који је од августа 1939. издао илегални часопис Rudé právo. У љето 1941, успостављен је 2. илегално Централни комитет Комунистичке партије Чехословачке у селу Зикоу. У Моравској је основано обласни комитет КПЧС, које јеиздавало илегални лист Hlasy z podzemí, а од октобра 1942. Moravskou rovnost. Илегалне новине и часописи, укључујући Český kurýr, V boj, тзв. Detektivky (штампа прерушена у јефтине детективске романе) и друге, објављивале су све компоненте отпора.
Домаћи отпор је организовао и спроводио све облика отпора ка њемачкој окупационој сили, док је више пута био ослабљен интервенцијом њемачких безбједносних снага, продором агената Гестапоа или проглашењем ванредног стања и спровођењем пратећег терора. Међутим, када је Рајнхард Хајнрих постао вршилац дужности рајхспротектора у септембру 1941, ликвидирао је практично цијелу прву генерацију припадника отпора, укључујући и премијера Протектората Алојза Елијаша. Тек у зиму 1942. почеле су се образовати нове скупине припадника отпора.
Британски обавјештајци су високо цијенили обавјештајне податке из Протектората, које су им углавном обезбјеђивали бивши војни обавјештајци. У диверзантским акцијама учествовала је већина жељезничара. Многи су изгубили животе током тих активности. Отпору су се придружили и радници поште; Министарство поште је 1946. извијестило да је за вријеме окупације погубљено 116 поштанских службеника, док је 209 умрло у казненим и концентрационим логорима.
Политички циљеви демократског отпора након завршетка рата у основи су се разликовали само по степену истицања. Нико није желио повратак у парламентарну демократију Прве републике, не одбацујући Масарикова начела. Углавном се радило о идеји обнављања првобитних граница Чехословачке, влади Народног фронта без опозиције, безбједносној вези са Совјетским Савезом, протјеривању дијела колаборационистичких или свих чешких Нијемаца, љевичарске друштвене оријентације.
Комунистички дио отпора није имао свој програм, јер је идеолошки слиједио директиве Коминтерне. Такође, суочио се са проблемима помирења са споразумом Рибентроп—Молотов. Тек касније се јавља програмска концепција о припреми социјалистичке револуције у обновљеној држави.

### Словачка Република
Окупацијом Чехословачке 14. марта 1939, створено је формално независна Словачка Република, али је у стварности била сателит Нацистичке Њемачке. За већину Словака, који у првим година постојања нове државе нису били у потпуности свјесни ограниченог степена њеног суверенитета, стварање словачке државе изазвало је појачан народни понос. Већинско поистовјећивање словачког друштва са новим режимом тада је обезбјеђено економском конјуктуром изазваним њемачким војним наредбама и са повезаним побољшањем друштвених услова значајног дијела мјесног становништва.
Наведни разлочи су од почетка у великој мјери ослабили опозицију Хлинковог режима. Ипак, против словачке државе се полако профилишу домаћи противници. Природни непријатељи мјесног клерофашистичког режима били су словачки комунисти, евангелисти, присталце обнове Чехословачке и Јевреји.Осим њих, дио незадовољних Словака отишао је у егзил, гдје су се са словачким сународницима, често придруживали чехословачким јединицама образованим у иностранству. Отпор на подручју Словачке Републике појачао се након покретања њемачке инвазије на Совјетски Савез 1941. године. Тек тада је становништво било погођено ратним недаћама кроз систем рационализације, словачке трупе су претрпјеле знатне губитке на Источном фронту, а режим инструисан од нациста појачао је прогон свих противника и приступио депортацији Јевреја. Велики порази сила Осовине 1943. знатно су допринијели активирању отпора у Словачкој.
Групе отпора у Словачком могле су се подијелити на демократске и комунистичке. Међу најзначајнијим некомунистичким групама биле су групе Јана Урсинија, Јана Лихнера, Вавра Шробара, Јозефа Летриха и група Флора, у којој је дјеловала Кветослава Вијестова. Представници комунистичког отпора били су Карол Шмидке, Густав Хусак, Ладислав Новомески, Јулијус Дјуриш и Лудовит Бенада. Значајан корак за словачки отпор било је закључивање Божићног споразума крајем 1943, који је подразумијевао уједињене мјесних група отпора и стварање Словачке народне раде.
Словачка народна рада, у координацији са илегалним Војним штабом, који је образован у сједишту Словачке резервне армије у Банској Бистрици око потпуковника Јана Голијана, тада је почела да припрема оружани устанак који би збацио Хлинков режим. Устаници повезани са владом у егзилу рачунали на отварање карпатских превоја у источној Словачкој пред наступајућом Црвеном армијом. Међутим, појачана активној мјесних партизана изазвала је њемачке власти да предузму прелиминарну акцију. Њемачке трупе су започеле окупацију Словачке и због тога је Словачки национални устанак морао да избије прерано. Иако је у њему учествовало 60.000 словачких војника и 18.000 партизана, а устаници су између августа и октобра 1944. накратко контролисали већи дио средишње Словачке, боље наоружане њемачке трупе су угушиле устанак, а преживјели устаници су потиснути у планине. Поред тога, разоружање источнословачких дивизија онемогућило је отварање прелаза Совјетима, а Црвена армија је заједно 1. чехословачким армијским корпусом морала да води битку на превоју Дукла прије преласка у Словачку.
Послије пропасти устанка, Хлинков режим се заједно са њемачким јединицама окренуо против мјесног становништва. У терору, спаљивању многих словачких села и убиству више од 5000 људи, учествовале су и јединице Хлинкове гарде. Дио партизана се стога повукао са словачке територије у Моравску и тако подржао све већи мјесни партизански отпор.

## Партизански отпор

### Протекторат Чешка и Моравска
Партизански покрет у Чешкој током њемачке окупације од 1939. до 1945. постао је једна од компоненти чешког антинацистичког отпора. Као и свеопшти отпор, партизански отпор се дијели на комунистички и некомунистички. У првим годинама окупације комунистички отпор организовала је самостално Комунистичка партија Чехословачке, али је временом све више зависила од Совјетског Савеза — и материјално и политички. Насупрот њему, некомунистички отпор, који је покривао штаб отпора Централног вођства домаћег отпора, блиско је сарађивао са Лондоном и практичког га је контролисала и подржавала влада у егзилу. Иако се између ових компоненти отпора јављао одређени облик кооперације и сарадње, ипак су то биле двије одвојене и независне компоненте отпора.

### Почеци отпора
Врло је тешко говорити о партизанском отпору у периоду од 1939. до 1941. године. Извјештаји из канцеларије Гестапоа говорили су о повећању броја отпадника, оштећења машина, транспортних средстава и опреме, али то су били акти саботаже које су вршили обични грађани.
Крајем љета 1941. извршено је прво искрцавање чешких војника у Моравску (нпр. аеродром Арош), али је Гестапо убрзо ликвидирао те групе. У априлу 1941, Министарство народне одбране Владе у егзилу покренуло је први талас падобранских акција из Уједињеног Краљевства. Прва и уједно неуспјешна била је операција Бенџаним. Услиједиле су операције Проценат, Сребро А, Сребро Б, Антропоид, Цинк, Аут Дистенс, Биоскоп, Бивак, Челик, Инстранситив, Тин и друге. Задаци ових група били су различити; од диверзантских (нпр. убиство Хајдриха од стране групе Антропоид), преко обавјештајних, саботажних, везних или курирских задатака. Међутим, и њих је углавном разбијао Гестапо. Успјех су забиљежиле само групе послате у другој половини рата.
Прве партизанске групе (нпр. Зелени кадар, Јискра) настале су у другој половини 1942, док је дјеловање већине њих било концентрисано у Моравској. У ове јединице су долазили људи који су се крили од нациста или совјетски ратни заробљеници. Друге партизанске групе су створене 1943, на шта је Гестапо одговорио реорганизацијом руководећих канцеларија у Прагу и Брну, гдје је образовано одјељење IV, која је подијељено на релевантна одјељења (нпр. IV 2б 1 — партизани и падобранци, IV 2b 2 — обавјештајна извиђачка служба итд.). За разбија група отпора, Гестапо је користио различите методе, од којих је можда најдјелотворнији био продор чешких особа од повјерања у њихову организацију и каснија хапшења и погубљења. Партизанске групе су углавном користиле планинске и шумски терен Хостинских планина, Одерских планина, Бескиди, Чешкоморавских планина итд.

### Пораст отпора
Како је ратне ситуација почела да се мијења на штету сила Осовине, почели да оживљавају планови и оружане побуне против њемачких окупатора. Министарство народне одбране у Лондону је почетком 1944. образовало Штаб за оцјењивање војне моћи, који је започео припремне планове за неколико врста побуна. Прво је требало да се на територију Протектората расподјеле падобранске трупе, чији ће припадници организовати подземну војску, сличну ликвидираној Одбрани народа. Оружје би потом требало да буде достављено овим јединицама ваздушним путем.
До јасног ширења партизанских одреда дошло је 1944, при чему су ваздушни десанти вршени и са истока и са запада. Од априла до јула 1944. на подручју Протектората распоређено је девет група из Енглеске (Калцијум, Баријум, Сумпор, Креда, Глина, Карбон, Спелтер, Поташ, Глуцинијум), које су требале да створе борбене групе и кадрове за предстојећи устанак. Само су групе Калцију, Баријум и Глина биле продуктивне, остале је ухапсио Гестапо или су пропале из својих разлога. Британци су подржавали напоре владе у егзилу, али након пропалог Варшавског устанка, који су Нијемци крваво угушили, Британци су схватили нереалност ових планова. Британска влада је отказала планиране испоруке оружја, које је требало да се одржане крајем 1944. године. Анализа Министарства народне одбране у егзилу закључила је да се устанак може извести само уз помоћ савезничке војске. Масовно наоружавање устаника ваздушним путем није било могуће.
У сусједној Словачкој је почео Словачки национални устанак 29. августа, али се послије два мјесеца завршио поразом устаника. Из превентивних разлога, Нијемци су чешке владине трупе пребацили у Италију и одузели пушке чешким полицајцима.
Најпознатије партизанске јединице на територији Чешке и Моравске биле су групе Сјевер, Доктор Мирослав Тирш, Срп и чекић, Црвена стража, Јан Козина, Јан Жишка, бригада Јана Хуса, Јермак итд. У оваквој ситуацији, Гестапо је усавршио своје дјеловање и „очврснуо” се у разним мјерама за сузбијање партизанске активности.
На прелазу из октобра у новембар 1944. у Моравској су дејствовале специјалне јединице обезбјеђења (ZbV-Kommando), чији је задатак био да руководе борбом против партизан и падобранаца. Један број њихових припадника имао је искуство у борби против партизана у Француској или Југославији. Упркос овим мјерама, доминантна партизанска група у Моравској, одред Јана Жишке, успијевала је да изводи све више борбених дејстава (препади жандармеријских станица, зграда и установа протектората, упади нацистичких стража, диверзија на циљеве комуникација и веза). Нацистичке трупе у источној Моравској 16. новембра 1944. покренуле су антипартизанску операцију „Тетреб”, која се састојала од затварања подручја и прочешљања терена. Резултат је био лош, па је догађај отказан послије недјељу дана.
Међутим, нацисти су покренули још један талас терора и прогона цивилног становништва. Упозорење, на лицу мјеста јавно су стријељани не само људи који су помагали партизанима, већ и људи за које се само сумњало да подржавају партизанске јединице. Захваљујући томе што је антипартизанска борбе у источној Моравској везала знатне снаге окупатора, на самом крају 1944 дошло до пораста партизанских трупа у Чешкоморавској висоравни. У децембру 1944, из Словачке се овамо доселила совјетска група Зарево, која је била специјална јединица која је обављала контраобавјештајне задатке. Ширење партизанског покрета значило је и да су команданти појединих група успостављали међусобне контакте и координисали своје активности.
У фебруару 1945. организације отпора су основале Раду тројке, IV илегали ЦК КПЧ и Централни савјет синдиката, врховни орган отпора — Чешка народна рада (ЧНР). Предсједавајући је био књижевник Алберт Пражак, али је главну ријеч имао комуниста Јозеф Смрковски. Капетан Јаромир Нечански, који је послат у Праг као дио Платинумско-певтерског десанта и постао предсједник војске комисије ЧНР, изразио је разочарање стањем припрема за устанак. Политичари су се свађали око позиција, ништа није предузето на војном путу, устаници нису имали оружје.
Друга важна група која је припремала антињемачки устанак била је група око бивших официра Рајмунда Мразека и Франтишека Бургера. Нису знали за ЧНР и његове активности. Генерали Франтишек Слунечко и Карел Кутлвашр такође су били чланове ове групе, који су заједно чинили Војну команду Великог Прага Бартош. Непосредно прије избијања устанка, Бартошев штаб је ступио у контакт са ЧНР, али није било времена са координацију акција.

### Врхунац отпора
Почетком 1945. нацисти су показали своју моћ када су уз помоћ повјереника Гестапоа успјели да паралишу неке партизанске групе. Међутим, упркос овим дјелимичним проблемима, отпор је већ био довољно, па му те акције нису очигледно наудиле. У фебруару и марту долази до офанзиве партизана и других падобранаца из иностранства (нпр. Платинум). Док се западни отпор више фокусирао на стварање услова за национални устанак, задатака комунистичког отпора био је да олакша напредовање Црвене армије и брзо ослобађање републике. У марту 1945. генерал Сергеј Ингр обећао је борцима отпора ваздушне испоруке оружја, радио-станица и друге војне опреме, али ја на крају испоручено релативно мало средстава. Испоруке из Уједињеног Краљевства почеле су средином марта 1945. и биле су праћене многим проблемима. До 5. маја 1945. успјели да наоружају само 1600 људи, што је било довољно за устанак. Совјетски Савез је 27. априла такође испоручио оружје, док је друга испорука послата током устанка. Устаници су планирали да упадну у нека њемачка складишта и наоружају се заробљеним оружјем.
Рада тројице, прозападна организација, тежила је јединственом вођењу домаћег отпора, али је партизански покрет остао оријентисан на двије основне групе („источну” и „западну”), које су, међутим, блиско сарађивале крајем рата. Током априла 1945, у Чешкој је избила оружана побуна, која је на многим мјестима (нарочито у Моравској) прерасла у партизански рат. Конкретно, почела је битка за жељезницу, на шта је реаговао њемачки фелдмаршал Кајтел 10. априла 1945, који је од Карла Хермана Франка затражио да безусловна одржава саобраћај на жељезници у позадини Групе армија „Центар”.
Ипак, њемачке колоне су и даље наилазиле на засједе, гориво је пуштано из резервоара, возови су избацивани из шина, мостови дизани у ваздух. Важна жељезничка пруга Брно—Јихлава дигнута је у ваздух 10. априла и није поправљена до краја рата. Током ове акције дигнут је у ваздух њемачки војни транспорт, при чему је убијено или повријеђено скоро 200 војника. О средине 1944. до краја рата, партизани у Протекторату извели су више од 300 напада на жељезничке пруге. Поред диверзантских акција на жељезници, вршени су препади на нацистичке гарнизоне, складишта муниције, војне објекте пресјецане су електричне, телефонске и телеграфске линије. Нацисти су 19. априла 1945. опљачкали и спалили село Плоштину и сељане живе спалили због подршке партизанима. Четири дана касније, иста судбина задесила је и село Прлов, гдје је истог дана страдало 18 људи, а 5 погинуло усљед још једне акције СС у селу Лачнов 1. маја 1945. године.

### Мајски устанак
Мајски устанак је избио 1. маја 1945. у Прерову и другим мјестима, а предводиле су га групе отпора и у њему су масовно учествовале партизанске јединице. Нацистичке трупе су се тешко повлачиле, комуникације је била прекинута, постављене барикаде на путевима, а у средишњој Моравској није било струје. Превоз вриједног материјала и машина из чешких фабрика у Њемачку је онемогућен (план АРЛЗ).
Партизани су везали и дио репресивних снага, које су имале намјеру да угуше устанак у Прагу и другим градовима. У овој безизлазној ситуацији за нацисте, бруталност и терор над цивилима се и даље дешавао, уз само наговјештај сумње у сарадњу са партизанима. Моравско село Јаворжичко је 5. маја срављено са земљеом и сви мушкарци су стријељани. Дан касније, њемачке трупе су опколиле села Златник и Доњи Брежани и убиле све мушкарце. У Псареху у Јиловеху, 11 мушкараца је стрељано јер су њемачке трупе сматрале да одуговлаче са уклањањем барикада, које су поставили партизани. Убијање беспомоћних цивила због отпора и партизанског ратовања настављено је на многим другим мјестима посљедњих дана рата. На самом крају рата дошло је и до отворених борбених сусрета партизанских трупа и њемачке војске (Крконоши, Чешкоморавско горје, јужна Чешка).

### Специфичности партизанског ратовања у Чешкој и Моравској
Ако упоредимо партизанско ратовање у Чешкој и Моравској са партизанским отпором у другим земљама, онда овај отпор може изгледати као безначајан у контексту Другог свјетског рата. Проблем чешке територије био је што није било могуће образовати партизанске области и регије, као у Бјелорусији, Украјини или Југославији. На територији Протектората (односно без граничних подручја данашње Чешке) недостајало је сусједних шумских површина, постојала је и густа мрежа путева и могућност концентрације окупаторских јединица у неколико области. Због тих разлога образовани су мањи одреди, који су углавном имали задатак диверзантских акција и других активности отпора. Ипак, то је била важна компонента отпора која је могла да се супротстави окупаторској власти и која је допринијела ослобађању Чешке.